# متحف النفيضة
متحف النفيضة هو متحف أثري تونسي يقع في مدينة النفيضة. يقع المتحف في كنيسة القديس أوغسطينوس القديمة والتي أسست في 1907.

## بعد الاستقلال
بعد استقلال تونس، غادرت أعداد كبيرة من المسيحيين البلاد نحو فرنسا وإيطاليا، ولم يبقى منهم سوى حوالي 300 في 1956. كانت النفيضة مدينة فلاحية وكان تأثير مغادرة الموظفين أقل مقارنة بالمدن الكبرى. إلا أن سياسة تأميم الأراضي الأوروبية في 12 مايو 1964 غيّر هذه المعادلة. فقد تم تأميم أرض النفيضة فيل التابعة لشركة أوروبية، بما في ذلك الكنيسة ومنزل رجال الدين التابعين لها. المستعمرين الفرنسيين والإيطاليين طردوا من منازلهم ولم يبقى لهم من حل سوى مغادرة الجهة. أما الكنيسة فتم تحويلها لمتحف للآثار المسيحية، بعد نقل المجسم المنقوش الذي يمثل العشاء الأخير إلى سوسة ووضعه على حائط قرب معمودية المدينة. 

أثناء افتتاح المتحف في 1965، أثريت مجموعة اللوحات الفسيفسائية بشواهد وثنية وجدت في نفس المكان، وكذلك مجموعة من الخزف الروماني وجدت في مقابر رومانية من جهة عين قارصي. 

بعد عدة سنوات من أشغال إعادة الترميم، أعيد افتتاح المتحف في 18 مايو 2016. في منتصف شهر سبتمبر 2017، أعيد تشغيل الساعة الحائطية التي تعلو مبنى الكنيسة القديمة بعد توقف دام 25 سنة.

## مقالات ذات صلة
- أوبينا

## روابط خارجية
- (بالفرنسية) معلومات وصور لمتحف النفيضة على موقع المهندس الجيولوجي زاهر كمون.
- (بالفرنسية) معلومات وصور للوحات الفسيفسائية للمتحف على موقع المهندس الجيولوجي زاهر كمون.